# Jānis Hermanis
Jānis Hermanis (* 18. Mai 1970 in Vietalva) ist ein ehemaliger lettischer Skilangläufer. 

## Werdegang
Hermanis nahm in den 1990er an Rennen des Skilanglauf-Weltcups teil. Dabei erreichte er keine Platzierungen in den Punkterängen. International trat er erstmals bei den Olympischen Winterspielen im Februar 1992 in Albertville in Erscheinung. Dort kam er auf den 88. Platz über 10 km klassisch, auf den 78. Rang in der Verfolgung, auf den 77. Platz über 30 km klassisch und auf den 66. Platz über 50 km Freistil. Zwei Jahre später nahm er bei den Olympischen Winterspielen in Lillehammer an vier Rennen teil. Seine beste Platzierung dabei war der 61. Platz über 50 km klassisch. Bei den nordischen Skiweltmeisterschaften 1997 in Trondheim belegte er den 92. Platz über 10 km klassisch, den 80. Rang über 30 km Freistil und den 77. Platz in der Verfolgung. Bei seiner dritten Teilnahme an Olympischen Winterspielen im folgenden Jahr in Nagano errang er den 65. Platz über 10 km klassisch und den 63. Platz in der Verfolgung. Bei den nordischen Skiweltmeisterschaften 1999 in Ramsau am Dachstein belegte er den 82. Platz über 10 km klassisch und den 56. Rang über 50 km klassisch. Letztmals international startete er im Januar 2001 beim Continental-Cup in Otepää, wo er den 25. Platz in der Doppelverfolgung errang.

## Teilnahmen an Weltmeisterschaften und Olympischen Winterspielen

### Olympische Spiele
- 1992 Albertville: 66. Platz 50 km Freistil, 77. Platz 30 km klassisch, 78. Platz 15 km Verfolgung, 88. Platz 10 km klassisch
- 1994 Lillehammer: 61. Platz 50 km klassisch, 69. Platz 30 km Freistil, 72. Platz 15 km Verfolgung, 85. Platz 10 km klassisch
- 1998 Nagano: 63. Platz 15 km Verfolgung, 65. Platz 10 km klassisch

### Nordische Skiweltmeisterschaften
- 1997 Trondheim: 77. Platz 15 km Verfolgung, 80. Platz 30 km Freistil, 92. Platz 10 km klassisch
- 1999 Ramsau: 56. Platz 50 km klassisch, 82. Platz 10 km klassisch